# Sowa Ateny

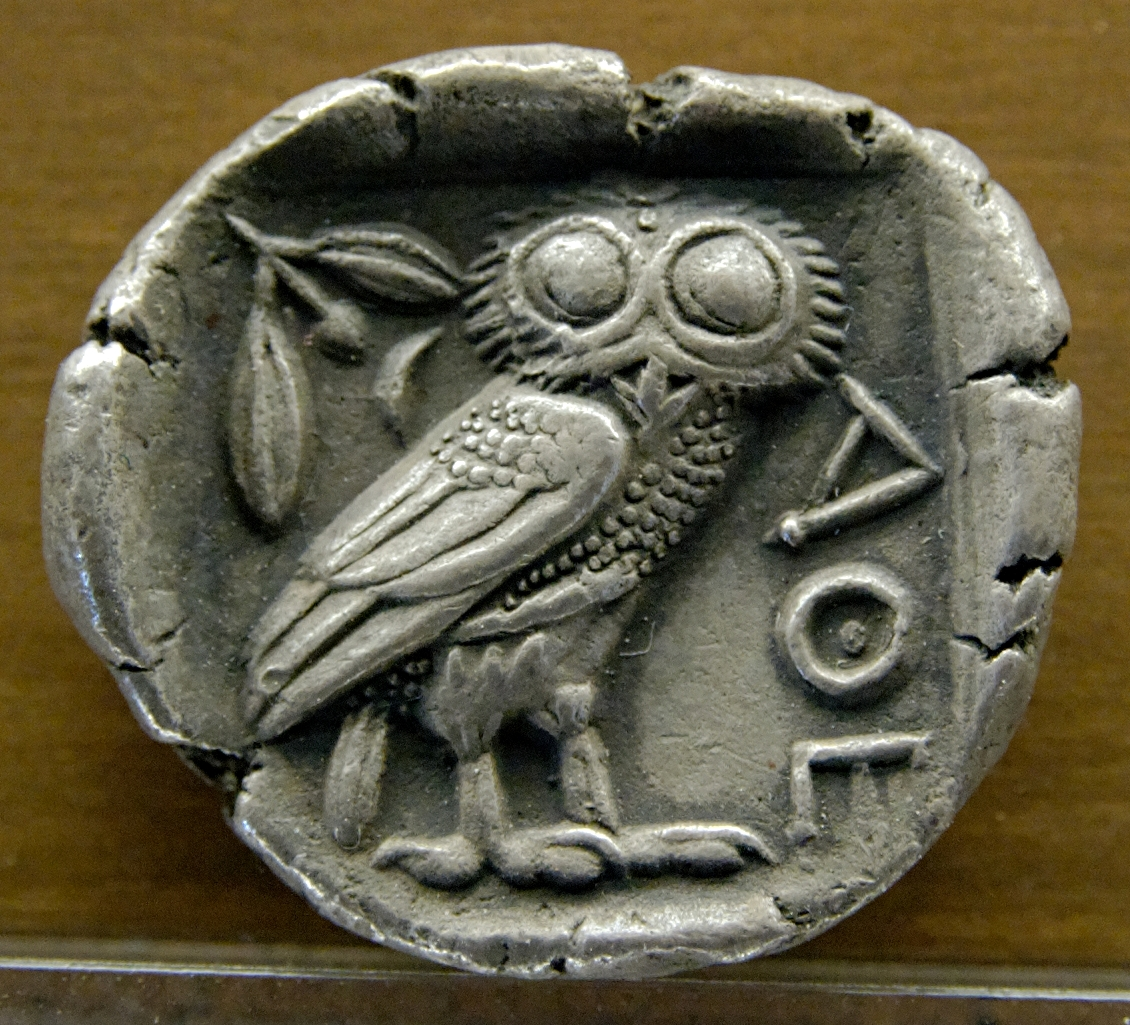
Srebrna tetradrachma, na której przedstawiono sowę Ateny (około 480–420 p.n.e.).

Sowa Ateny, sowa Minerwy – w starożytnej religii i mitologii greckiej młoda pójdźka tradycyjnie reprezentująca i towarzysząca dziewiczej bogini mądrości Atenie lub jej synkretycznej odpowiedniczce w religii i mitologii rzymskiej – Minerwie . W cywilizacji zachodniej ptak ten jest symbolem wiedzy, mądrości, przenikliwości i erudycji  .

## Starożytna Grecja

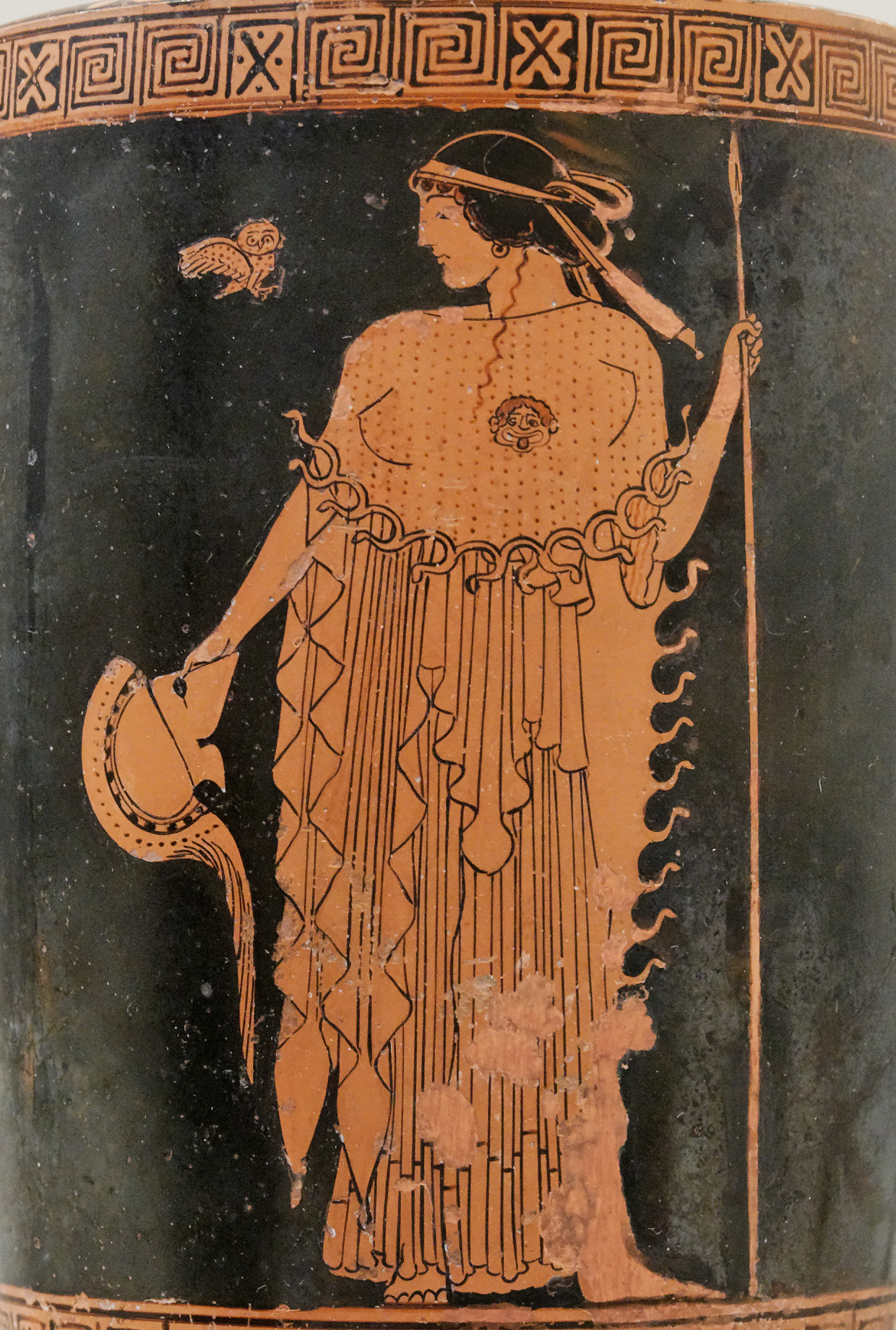
Atena z lecącą sową (około 490–480 p.n.e.). Metropolitan Museum of Art.

Nie jest pewne, dlaczego wiązano sowę z Ateną. Niektórzy autorzy, tacy jak David Kinsley i Martin P. Nilsson, sugerowali, że Atena może pochodzić od związanej z ptakami bogini minojskiej  . Marija Gimbutas widziała w Atenie wcielenie staroeuropejskiej bogini ptaków i węży  .
Z drugiej strony Cynthia Berger zwróciła uwagę, że pewne cechy sów, takie jak zdolność widzenia w ciemności, predestynowały je do bycia symbolem mądrości . Inni autorzy, jak William Geoffrey Arnott, dostrzegli prosty związek pomiędzy mitem założycielskim Aten a znaczącą liczbą pójdziek w okolicy (fakt odnotowany już przez Arystofanesa w Ptakach i Lizystracie) .
W każdym razie Ateny przyjęły sowę jako znak posłuszeństwa swej patronce  . Gniazdowanie pójdziek (łac.: Athene) na zachodniej fasadzie Partenonu zapewniało przychylność dziewiczej bogini .
Sowy były często przedstawiane na wazach i amforach panatenajskich . Po roku 510 p.n.e. wizerunek sowy stał się częsty na awersach ateńskich tetradrachm. Według Filochorosa tetradrachmy te były znane jako glauks (γλαύξ, pójdźka) w starożytnym świecie. We współczesnej numizmatyce nazywane są „sowami”  . Ptaki te miały duże znaczenie nie tylko dla Ateńczyków. Lecące nad greckimi zastępami sowy były interpretowane jako błogosławieństwo Ateny, jak podczas zwycięstwa Agatoklesa nad Kartaginą lub w czasie bitwy pod Salaminą .

## Starożytny Rzym
Także w starożytnej religii rzymskiej istnieje związek pomiędzy sową a boginią mądrości — Minerwą. Na przykład w Metamorfozach Owidiusza kruk narzekał, że został pozbawiony miana ptaka bogini przez sowę. Opowiadał o niej, że jest to Nyktimene, córka Epopeusa – króla Lesbos – która, zgwałcona przez własnego ojca, schroniła się w lesie i ze wstydu nie pokazywała swej twarzy za dnia. Minerwa zamieniła ją w sowę .
W folklorze starożytnych Rzymian hukanie sów na dachu uważane było za zapowiedź śmierci jednego z domowników. W ten sposób przepowiedziana została śmierć Juliusza Cezara oraz kilku cesarzy. Pióro położone w pobliżu śpiącego miało sprawiać, że mówił on przez sen, wyjawiając sekrety .

## Filozoficzna metafora

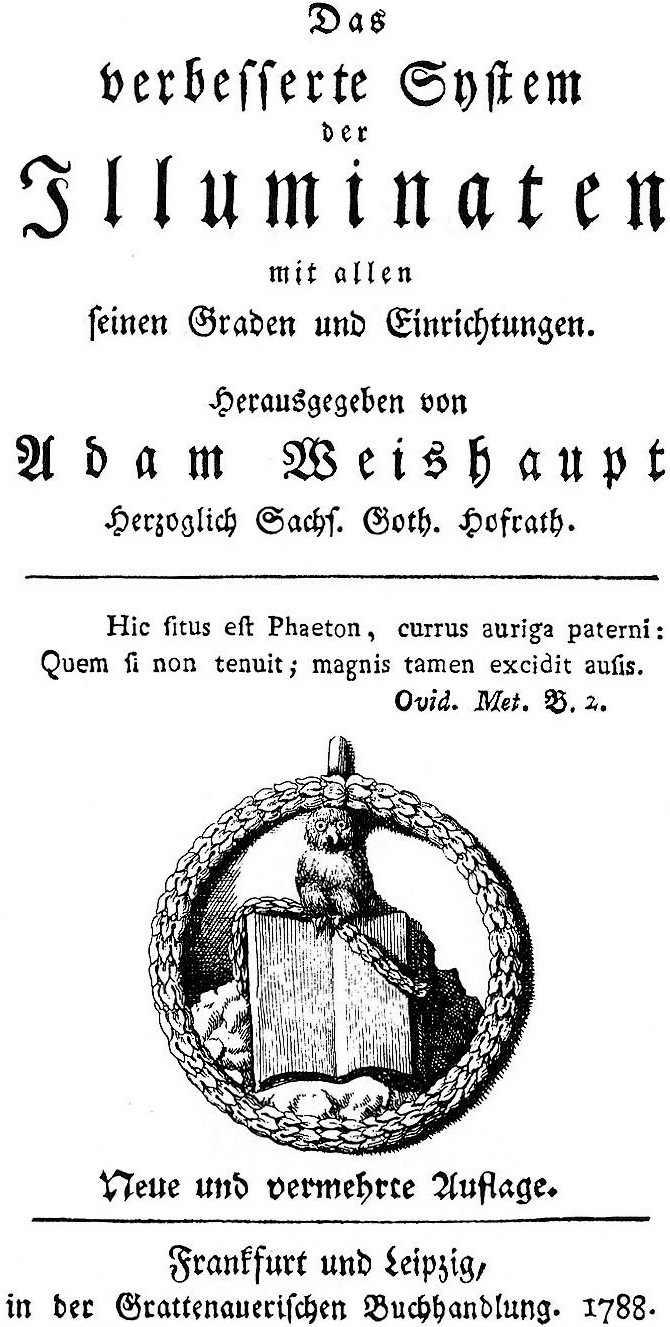
Siedząca na księdze sowa Minerwy jako symbol iluminatów bawarskich.

Dziewiętnastowieczny Idealistyczny filozof Georg Wilhelm Friedrich Hegel napisał, że „Sowa Minerwy wylatuje o zmierzchu, a nie o świcie”. Oznaczało to, że filozofia nie jest w stanie przewidywać przyszłych zdarzeń, a może jedynie służyć zrozumieniu tego, co już stało się faktem .